# Schloss Schellenberg

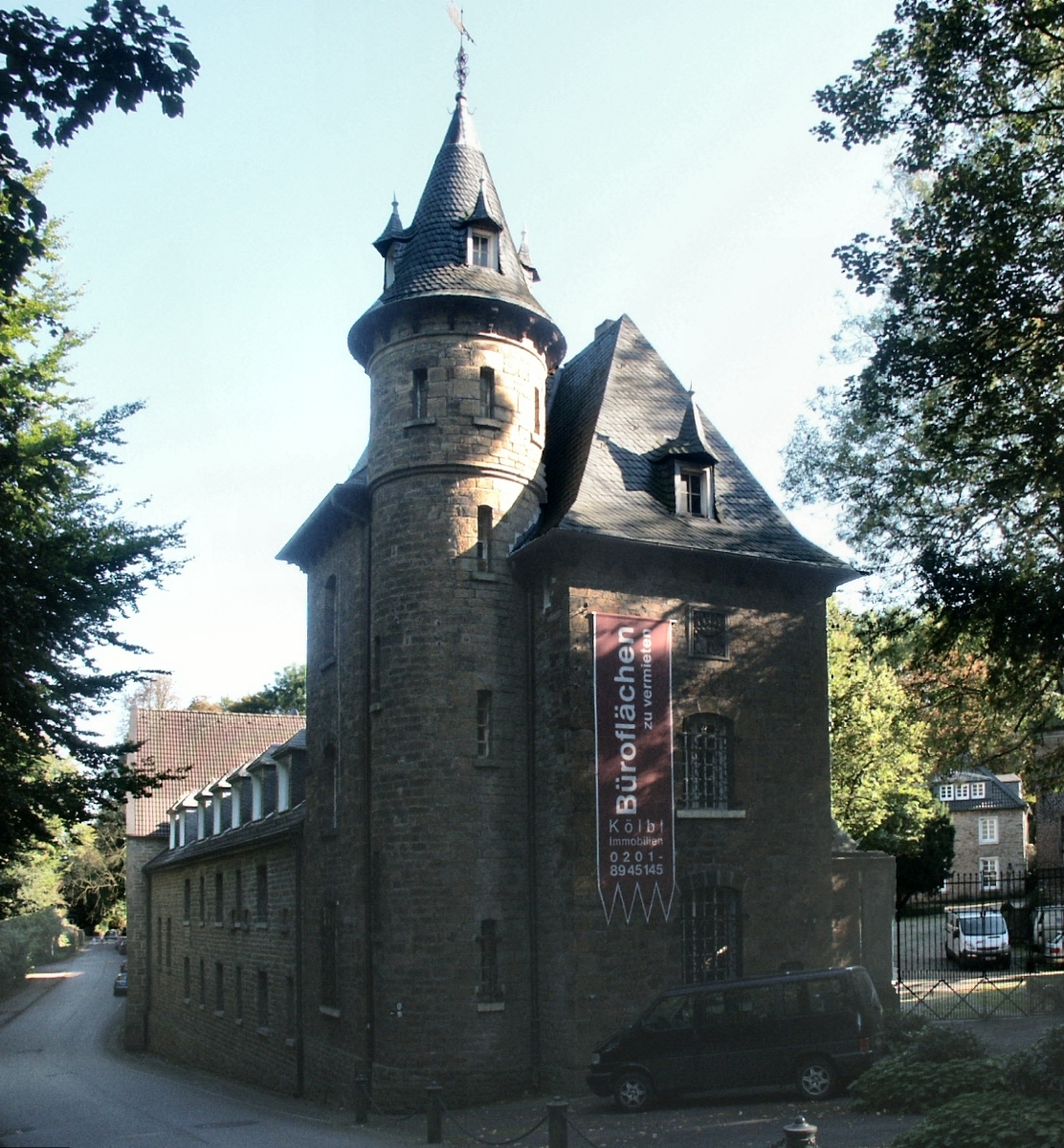
Das Torhaus von Schloss Schellenberg von Nordwesten gesehen (2005)

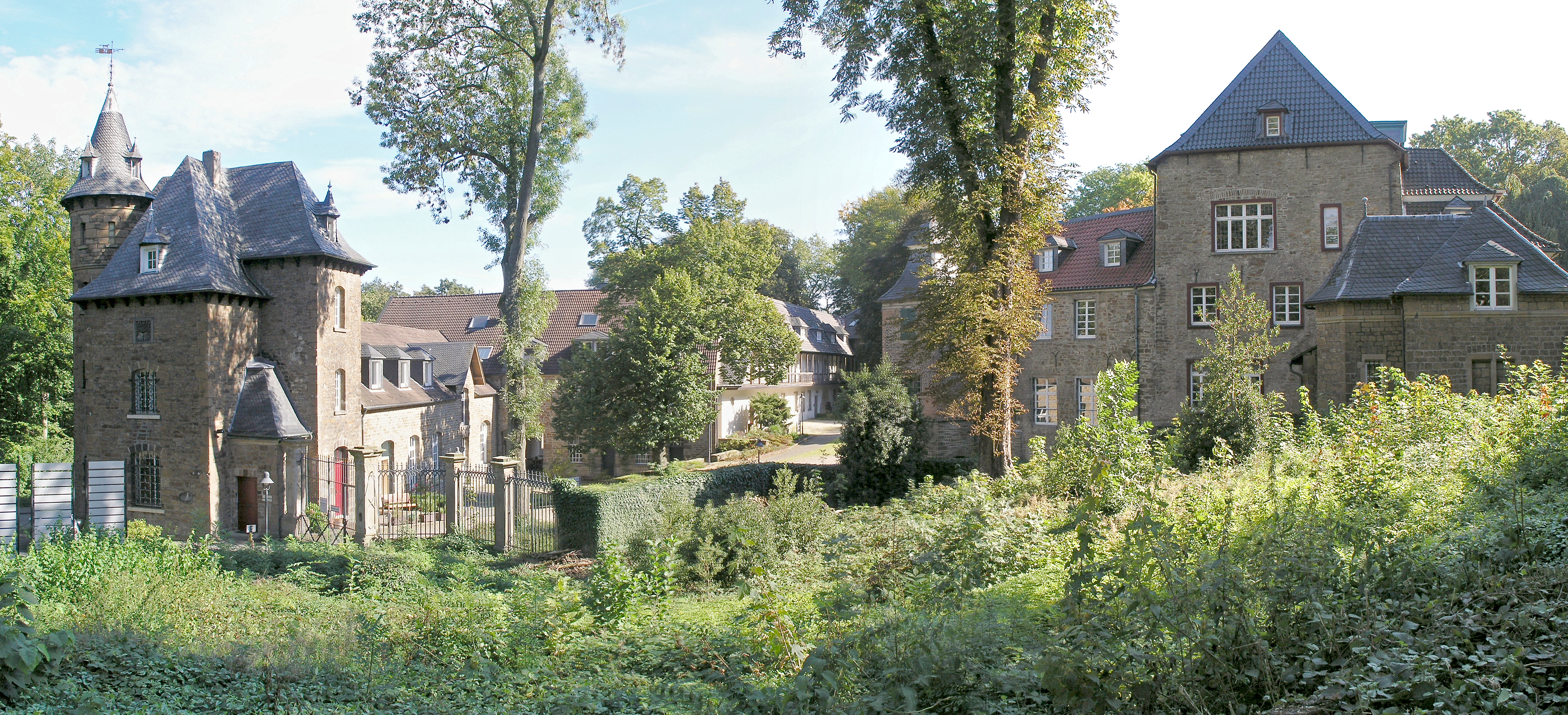
Schloss Schellenberg

Schloss Schellenberg ist ein gut erhaltenes Schloss auf einer bewaldeten Anhöhe der Ruhrhöhen im Essener Stadtteil Rellinghausen, Nordrhein-Westfalen. Es war von 1452 bis 1993 Eigentum der Freiherren von Vittinghoff genannt Schell zu Schellenberg und bis 1909 deren Wohnsitz.
Durch seine außergewöhnliche Lage ist es eines der seltenen Beispiele für eine ehemalige, hoch gelegene, zweiteilige Wasserburg. Die Anlage steht seit 1984 unter Denkmalschutz. Der das Schloss umgebende Schellenberger Wald ist ein Waldgebiet mit mehreren Bachläufen. Die Straße Renteilichtung führt bergauf weiter in Richtung Korte-Klippe, Jagdhaus Schellenberg und Neuer Isenburg.

## Die Gebäude
Schloss Schellenberg ist eine dreiteilige Anlage, die in eine Kernburg (auch Haupthaus genannt) und einen inneren sowie einen äußeren Wirtschaftshof unterteilt ist.

### Haupthaus

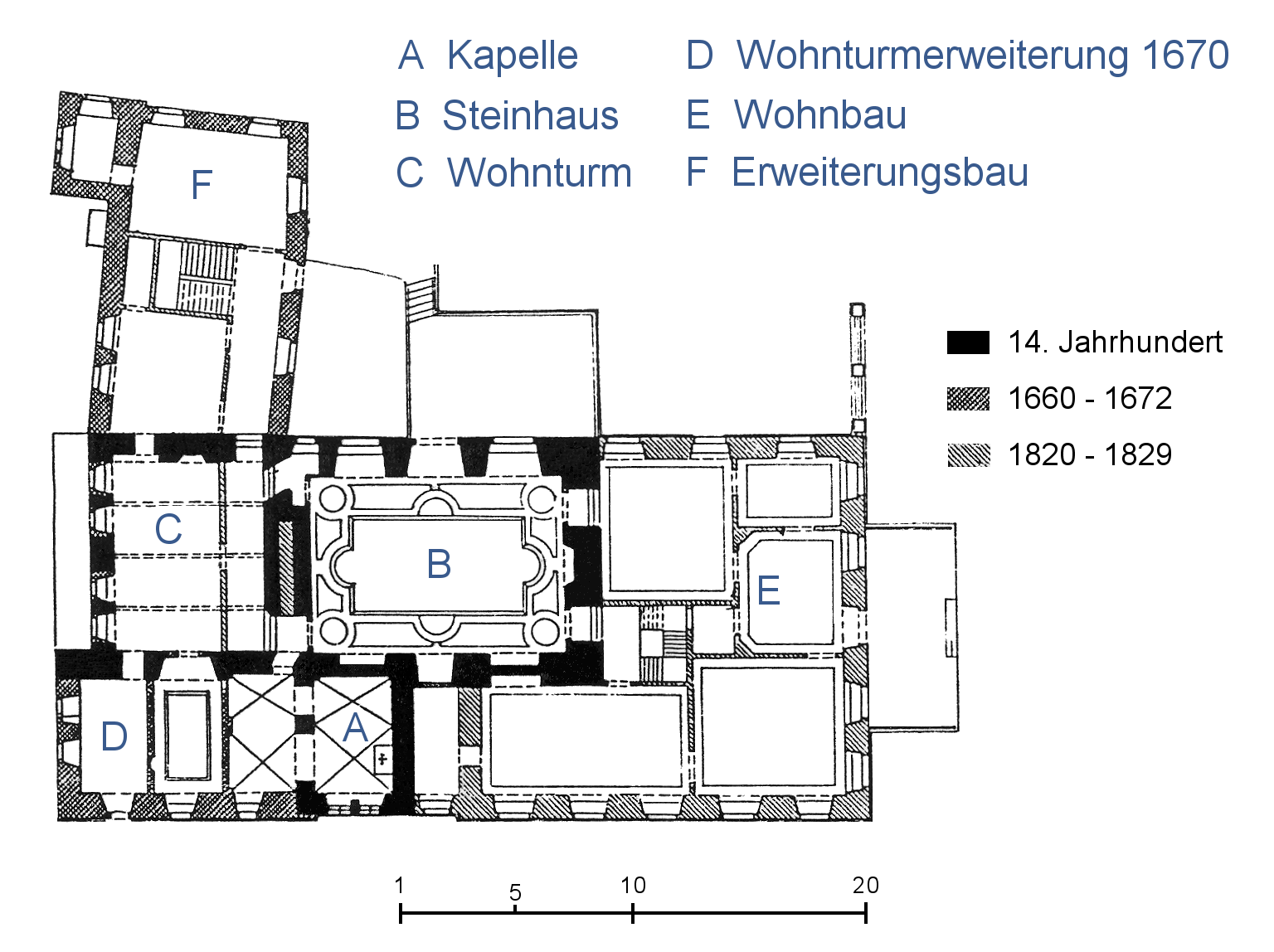
Grundriss des Haupthauses 1897

Das mehrteilige Haupthaus besteht aus einem viereckigen Wohnturm mit Bruchsteinmauerwerk aus dem 14. Jahrhundert als ältestem Teil der Anlage samt sich daran anschließenden Erweiterungsbauten, einer gotischen Schlosskapelle sowie einem Wohnbau im klassizistischen Stil aus dem Jahre 1820. Das Äußere der Gebäude verdeutlicht sehr gut die verschiedenen Bauphasen.

#### Wohnturm und Erweiterungsbauten
Der vierstöckige Wohnturm mit kleinen Fenstern und das sich südöstlich anschließende dreigeschossige Steinhaus – beide aus Bruchstein erbaut – sind die ältesten Teile des Haupthauses. Sie stammen aus dem 14. Jahrhundert. Das Erdgeschoss des Steinhauses beherbergt den Rittersaal mit einer aufwändigen Stuckausstattung und einem Deckengemälde der Flora. Er ist der repräsentativste Raum der Schlossanlage.
An der Nordostseite des Wohnturms schließt sich über zwei Geschosse ein lang gestreckter Erweiterungsbau aus Bruchstein an, dem an der Nordseite ein dreistöckiges Ecktürmchen aus Backstein vorgesetzt ist. Der Turm wird von einer geschweiften Haube gekrönt und besitzt im Erdgeschoss eine offene Halle mit Rundbogenarkaden. Seine nordöstliche Außenfassade zeigt das Allianzwappen der Familien von Vittinghoff und von Ossenbroek.

#### Kapelle
An der Westseite des Steinhauses befindet sich eine zweigeschossige Kapelle aus Bruchstein, die im 14. Jahrhundert errichtet wurde. Ihr Erdgeschoss erhebt sich über einem Kreuzrippengewölbe mit zwei Jochen und besitzt an der Südwestseite zwei schmale, gemastete Lanzettfenster. Das Gebäude ist von einer achtseitigen geschweiften Haube mit Laterne gekrönt. An der Außenseite des kleinen Sakralbaus zeugt eine Inschrift von einem Umbau im Jahr 1670:
ANNO 1670. WILHELM FRANTZ VON VITINGHOFF GENANNT SCHELL, DER HOHEN THUMSTIFFTER PADERBORN UND MUNSTER RESPECT; THUMCANTOR SENIOR.

#### Wohnbau
Der klassizistische Wohnbau besitzt drei Geschosse, die über einem stark vorkragenden Traufgesims von einem Walmdach mit Terrassenplattform abgeschlossen werden. Seine verputzte Fassade ist durch die Fenster in fünf Achsen unterteilt. In ihrer Mitte befindet sich auf Höhe der ersten Etage ein repräsentatives Portal, zu dem eine Treppe hinauf führt. Im zweiten Geschoss befindet sich in der Mittelachse anstatt eines Fensters ein kleiner Balkon.

### Wirtschaftshöfe
Nordöstlich des Schlosses liegen zwei weiträumige Wirtschaftshöfe, von denen der sogenannte innere Hof auf den Fundamenten der mittelalterlichen Vorburg aus dem 14. Jahrhundert erbaut wurde. Dessen ältester Teil ist die als Galeriebau bezeichnete ehemalige Rentei, die dem Wohnhaus gegenüberliegt. Das zweigeschossige Gebäude aus Stein und Fachwerk besitzt zur Wohnhausseite im ersten Geschoss eine offene Galerie aus Holz. An der dem Wohnhaus abgewandten Fassade findet sich das Wappen Giesbert Johanns von Vittinghoff, das ihn als Bauherrn des Gebäudes ausweist, während sich auf der anderen Seite des Baus ein Allianzwappen der Familien von Vittinghoff und von Galen aus dem Jahr 1780 befindet. Dem Gebäude sind ein Waschhaus und ein Backhaus angeschlossen.
Der lang gestreckte äußere Wirtschaftshof stammt vom Beginn des 19. Jahrhunderts. An seinem westlichen Ende steht das Torhaus des Schlosses, das im Zuge der aufkommenden Burgenromantik im neugotischen Stil erbaut wurde. Mit seinem Rundturm ist es das Markenzeichen der gesamten Anlage und trägt das Allianzwappen Maximilian von Vittinghoff-Schells und seiner Ehefrau Maria Droste-Vischering zu Nesselrode-Reichenstein.

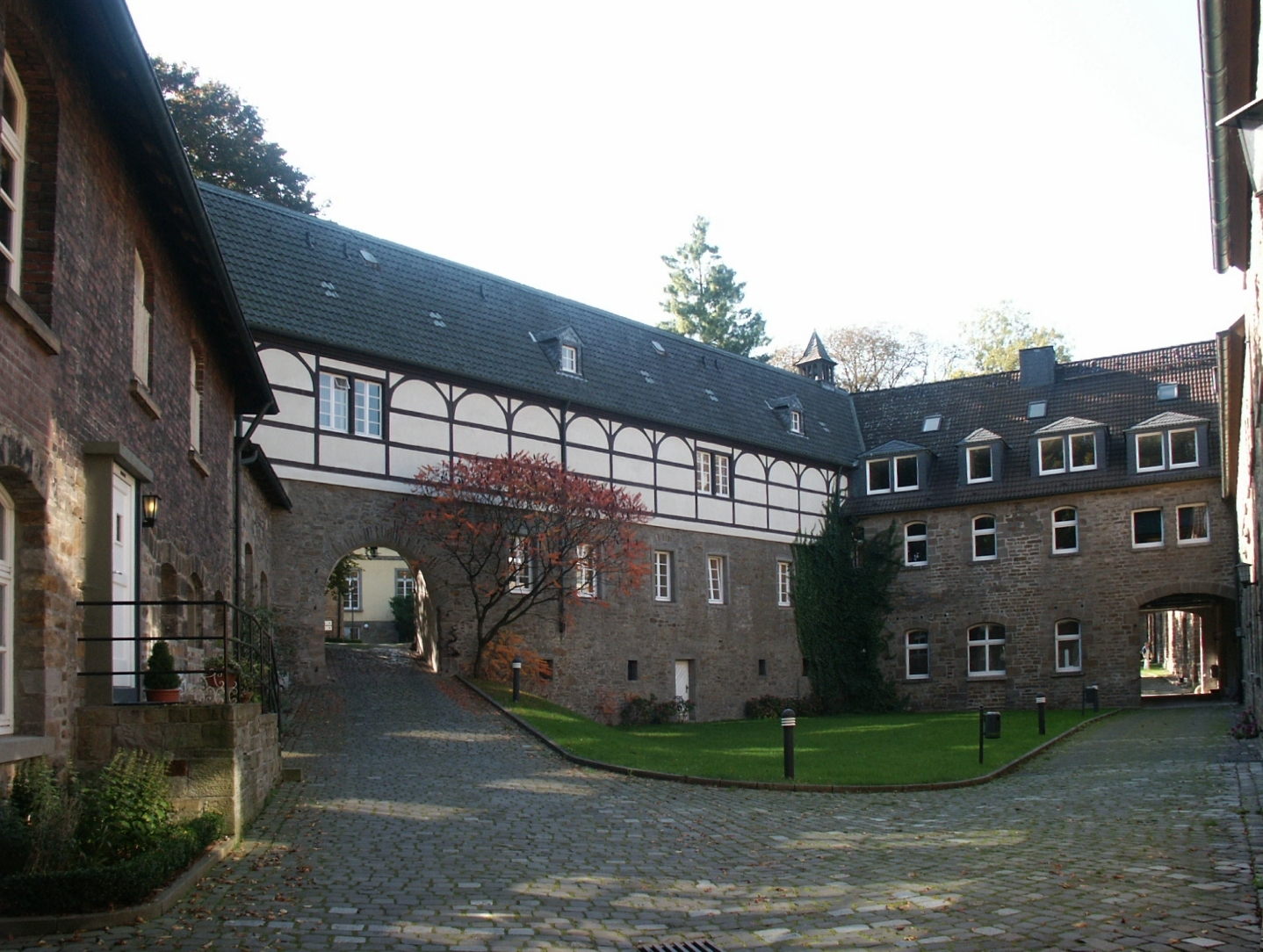
Der Galeriebau (2005)
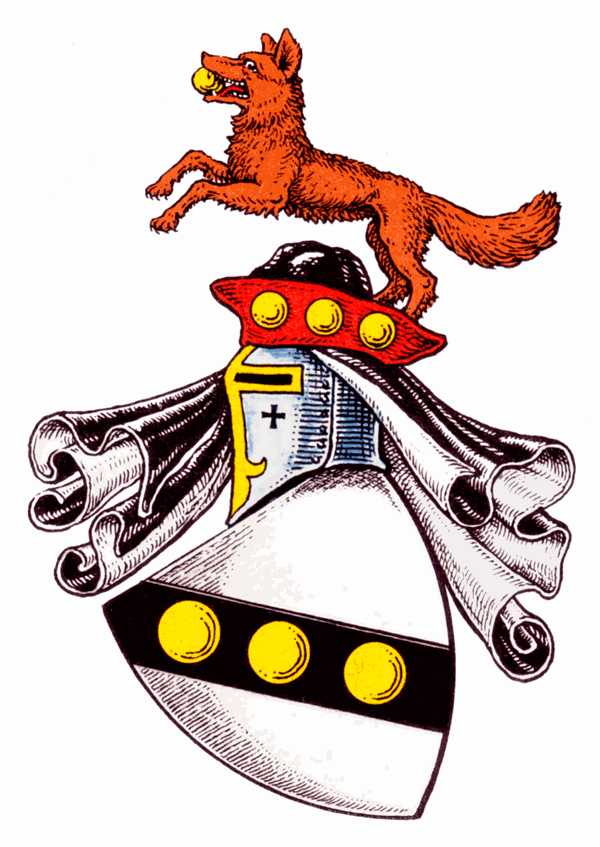
Wappen: Maximilian von Vittinghoff-Schells
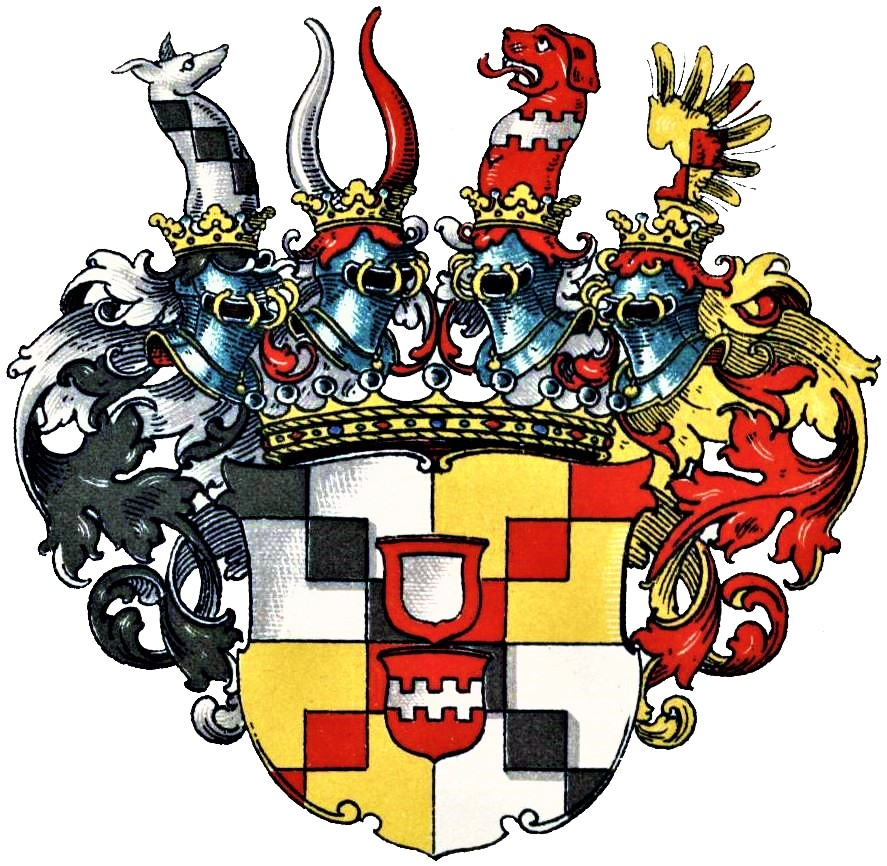
Wappen: Maria Droste-Vischering

## Der Park
Schellenberg wird auf zwei Seiten von einem großen Schlosspark im englischen Landschaftsstil mit exotischen Gehölzen umgeben, dessen heutige Gestaltung auf die erste Hälfte des 19. Jahrhunderts zurückgeht. Seine Ursprünge sind jedoch in einem Barockgarten aus dem 17. Jahrhundert zu suchen. An alter Bausubstanz sind ein großes Orangeriegebäude sowie zwei eingeschossige Lustpavillons erhalten. Der Adam & Eva-Pavillon aus dem 17. Jahrhundert erhebt sich auf einem quadratischen Grundriss und markiert die Westecke des Parks. Der unterkellerte Amore-Pavillon aus dem Jahr 1674 steht hingegen an der Ostseite des Schlossparks. Er besitzt einen achteckigen Grundriss und wird von einer achtseitigen, zwiebelförmigen Haube mit einer Laterne aus Krüppelholz bekrönt. Eine Freitreppe mit steinerner Brüstung führt zu seiner Eingangstür, über der sich eine datierende Inschrift und das Wappen derer zu Vittinghoff findet.

## Baugeschichte

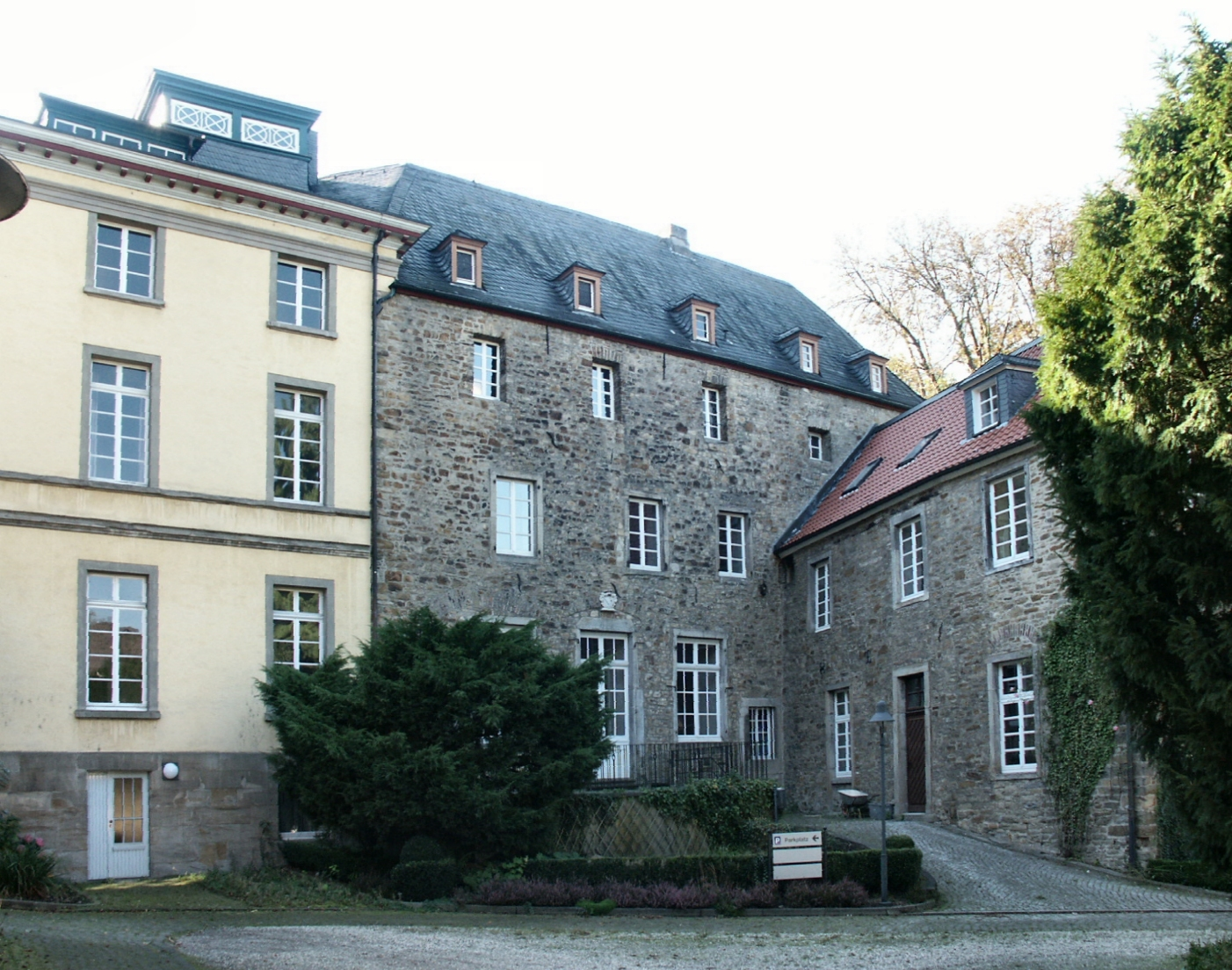
Der mittelalterliche Wohnturm und das Steinhaus (Mitte) mit dem Erweiterungsbau aus dem 17. (rechts) sowie dem klassizistischen Wohnbau aus dem 19. Jahrhundert (links)

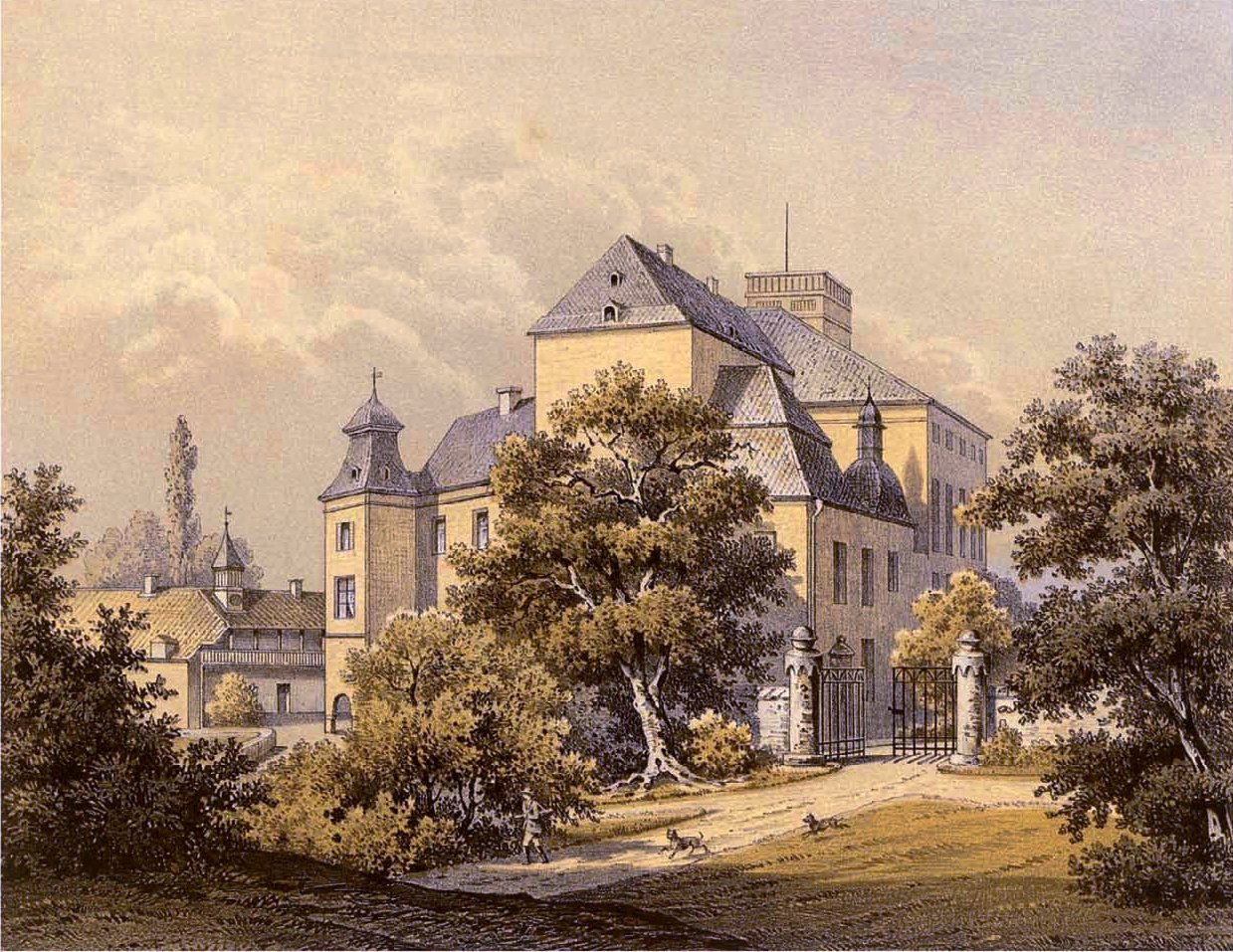
Schloss Schellenberg um 1860, Sammlung Alexander Duncker

Bei der ersten nachweisbaren Anlage handelte es sich um eine zweiteilige Burg, bestehend aus einer Kern- und einer Vorburg, die von einer Ringmauer umgeben waren. Nach deren Errichtung im 14. Jahrhundert erfolgte lange Zeit keine Veränderung der Bausubstanz. Giesbert Johann Vittinghoff-Schell und seine Frau Agnes Margarethe von Boenen ließen in der ersten Hälfte des 17. Jahrhunderts die alte Vorburg niederlegen und in der Zeit von 1643 bis 1656 auf deren Fundamenten ein Renteigebäude errichten.
Unter Melchior von Vittinghoff-Schell wurde Schellenberg zwischen 1660 und 1672 in ein barockes Landschloss umgebaut. Im Zuge der umfangreichen Baumaßnahmen wurde im rechten Winkel der Erweiterungsbau mit Eckturm an den Wohnturm angebaut und das Steinhaus modernisiert. Dabei wurden im Erdgeschoss größere Fenster eingesetzt und der Rittersaal mit seiner heutigen Stuckdecke ausgestattet. 1670 wurde die bis dahin eingeschossige Kapelle um eine zweite Etage erhöht und ihr die heutige Haube aufgesetzt.
Im gleichen Jahr kam auch noch ein kleiner Flügel mit zwei Geschossen aus Bruchstein als Anbau an der Südwestseite des Wohnturms hinzu. Anschließend wurde in den Jahren 1672 bis 1674 der symmetrisch gestaltete Barockgarten angelegt und durch den Paderborner Domkantor Wilhelm Franz von Vittinghoff darin zwei Lustpavillons errichtet. Ebenfalls 1672 erfolgte der Anbau eines Waschhauses an die Rentei.
Nach einer Erneuerung der Renteigalerie im Jahr 1780 folgte 1804 der Bau des langgestreckten äußeren Wirtschaftshofs. Ab 1820 ließen Max Friedrich von Vittinghoff-Schell und seine Frau, eine geborene Gräfin von Spee Heltorf, ein dreigeschossiges Herrenhaus auf der Südseite der bestehenden Wohnbauten errichten. Um für diesen Bau ausreichend Platz zu schaffen, musste der bis zu jener Zeit noch vorhandene Wassergraben verfüllt werden. Zwischen 1820 und 1842/43 erfuhr der Schlosspark eine Umgestaltung zu einem Englischen Landschaftsgarten. 1829 wurde dann das mittelalterliche Steinhaus um ein Geschoss aufgestockt und erhielt ein gemeinsames Dach mit dem Wohnturm, nachdem im ersten Viertel des 19. Jahrhunderts bereits ein Backhaus im inneren Wirtschaftshof errichtet worden war.
Nachdem 1875 das neugotische Torhaus erbaut worden war, erfolgten 1879 erste Abrisse älterer Gebäudeteile, doch dafür kam 1893 ein neuer zweigeschossiges Anbau mit Ecktürmen im Stil der Neugotik an der Nordwestseite des Wohnturms hinzu.
Sich anschließende Bautätigkeiten fanden bis in die heutige Zeit nur noch im Inneren der Gebäude statt.

## Bewohner und Besitzer
Das genaue Gründungsdatum Schellenbergs ist unbekannt. Seine erste urkundliche Erwähnung erfolgte jedoch schon im 12. Jahrhundert. Mit seiner Nennung ging die Erwähnung der damaligen Besitzer, das einflussreiche Geschlecht der Edelherren und Ritter aus der Herrschaft Broich (von Broycke) aus Mülheim, einher. Durch Tausch am Ende des 13. Jahrhunderts gelangte der Besitz an die Herren von der Horst. Zu jener Zeit wurde die Anlage noch Haus opm berge genannt.
Heinrich von der Horst verkaufte die damalige Burg 1353 an den Ritter Noldo von Kückelsheim, dessen Enkelin sie als Mitgift 1388 in die Ehe mit Pilgrim von (der) Leithen (auch Leithe, Leyte und Leythen) brachte. Deren kinderloser Sohn Dietrich veräußerte den Besitz am 28. August 1452 für 1100 Rheinische Gulden an seinen Schwager Johann von Vittinghoff-Schell. Durch diese Familie gelangte die Anlage zu ihrem heutigen Namen Schellenberg. Sie gehörte zu den Ministerialen des Essener Stifts und hatte ab 1456 bis zur Säkularisation 1803 das Erbdrostenamt der Abtei inne.
Als Johanns Söhne Johannes, Kord und Berndt den väterlichen Besitz im Jahr 1477 teilten, gelangte die Schlossanlage in den alleinigen Besitz von Kord von Vittinghoff-Schell. Dessen Familie nutzte das Schloss bis in das 20. Jahrhundert als bevorzugtes Domizil, ehe sie ihren Wohnsitz 1909/10 nach Schloss Kalbeck in Weeze verlegte, nachdem Ende des 19. Jahrhunderts in geringer Entfernung des Schlosses ein Kohleförderschacht niedergebracht worden war und eine Seilbahn zur Beförderung der Kohle nur 100 Meter vom Schloss entfernt verlief.
Ab 1918 diente das Schloss vorübergehend als Kinder- und Mütterheim, ehe es ab 1919/20 an den katholischen Förderverein für Frauen, Mädchen und Kinder verpachtet wurde. Nachdem dieser die Nutzung 1967 einstellte, zog dort Ende der 1970er Jahre die Höhere Landespolizeischule ein und führte in den Räumlichkeiten Seminare und Schulungen durch.
Als 1993 das letzte männliche Mitglied des Geschlechts Vittinghoff-Schell verstarb, kam die gesamte Anlage durch Erbschaft an seine Nichte Freifrau Spies von Büllesheim. Heute sind die Räume vor allem an Geschäftskunden vermietet.